# Бернар де Монфокон
Бернар де Монфокон (16 січня 1655, Сулаже — 21 грудня 1741, Париж) — історик, філолог, член конгрегації мавристів, бенедиктинець.

## Біографія
Народився 13 січня 1655 в замку Soulatgé у Франції. У семирічному віці вступає до середньої школи. Служив добровольцем у французькій армії, брав участь у Франко-Голландській війні в 1673 році.
Монфокон досліджував історію грецького письма до падіння Візантійської імперії. Він базується на аналізі грецьких рукописів. У 1708 році видає свою працю «Palaeographia graeca sive de ortu et progressu litterarum graecarum…», де вперше вживає термін «палеографія». Тим самим виділив основні питання палеографії, прослідкував її розвиток у майбутньому.